# Pedel
En pedel eller skolebetjent er en person, der ansat til at varetage vedligeholdelsen af bygninger og inventar på en skole.
En pedel kan være faglært (ejendomsservicetekniker) eller ufaglært, og betegnes i dag ofte som serviceleder eller servicemedarbejder.